# Hero (píseň, Skillet)
"Hero" je první singl z alba Awake americké křesťanské rockové skupiny Skillet a je první skladbou alba. Píseň pojednává o tom, že lidstvo potřebuje hrdinu, kterým je Ježíš Kristus. Jedná se o čtvrtý singl skupiny Skillet, který byl vydán na fyzických nosičích. Během prvního týdne se prodalo několik tisíc kopií singlu.

## Propagace
Píseň byla použita v propagačním spotu na stanici NBC pro zápas NFL Kickoff 2009 mezi Pittsburgh Steelers a Tennessee Titans, stejně jako pro zápas Sunday Night Football mezi Cincinnati Bengals a New York Jets a sobotní zápasy NFL Wild Card, ve kterých se odehrál odvetný zápas mezi Bengals a Jets. Skladba byla rovněž použita pro odvetný zápas mezi Philadelphia Eagles a Dallas Cowboys.
Skladba byla zařazena do videohry WWE SmackDown vs. Raw 2010 a byla použita jako znělka akce WWE Royal Rumble 2010. Použita byla také v upoutávkách na film Percy Jackson: Zloděj blesku společnosti 20th Century Fox.

## Obsazení
- John Cooper – zpěv, basová kytara
- Korey Cooper – rytmická kytara, klávesy
- Ben Kasica – sólová kytara
- Jen Ledger – bicí, zpěv

## Videoklip
Videoklip k písni režírovali bratři Erwinové. Klip vyšel krátce po videoklipu k písni "Monster", který natočili Erwinovi zhruba ve stejnou dobu, a je tak druhým videoklipem k albu. 